# Pump Up the Jam
Pump Up the Jam is de openingstrack op Pump Up the Jam: The Album uit 1989 van de Belgische groep Technotronic.
De basis voor het nummer produceerde Jo Bogaert samen met Patrick De Meyer onder de naam The Pro 24's. Ze produceerden de single Technotronic, die gebaseerd is op The Acid Life van Farley Jackmaster Funk. Deze versie bevat samples van Eddie Murphy in plaats van zang. Erg veel interesse was er niet in het nummer, maar het platenlabel hoorde toch wel enige potentie. Medewerker Patrick Busschots adviseerde Bogaert het nummer van rap te voorzien omdat hiphouse op dat moment populair aan het worden was. Het idee was om voort te borduren op de hits van Inner City. Via via kwam hij in contact met de zeventienjarige Zaïrese rapster Manuela Kamosi (Ya Kid K). Kamosi had weinig met dancemuziek, maar greep de kans aan om een plaat te kunnen opnemen. In het trappenhuis van zijn flat bouwde hij een voice-booth waar de raps voor het nieuwe nummer genaamd Pump Up the Jam werden opgenomen.
Het nummer werd een (bijna) wereldwijde nummer 1-hit, wat resulteerde in hét Vlaamse verkoopsucces van 3,5 miljoen verkochte exemplaren. Zowel in Groot-Brittannië als in de Verenigde Staten bereikte het nummer de tweede plaats in de hitlijst en was tevens het eerste house/New Beat-nummer dat mainstream werd. Het nummer behaalde driemaal platina.
In Nederland werd de plaat veel gedraaid op Radio 3 en werd een grote hit. De plaat bereikte de 2e positie in zowel de Nederlandse Top 40 als de Nationale Hitparade Top 100. In thuisland België bereikte de single in zowel de Vlaamse Ultratop 50 als de Radio 2 Top 30 de nummer 1-positie.
In 2005 verscheen er een remix van muziekproducer D.O.N.S., wat leidde tot een eerste plaats in de British Dance Chart.

## Meewerkende artiesten
- Producer:
  - Thomas de Quincey (+ sampler, synthesizer)
- Muzikanten:
  - Felly (choreografie)
  - Manuela Kamosi aka Ya Kid K (rap, zang)
  - Jo Bogaert (zang)
  - Patrick De Meyer (synthesizer)

## Trivia
- Darter Yuki Yamada gebruikt het nummer als opkomstmuziek.
- In de serie Cunk on Earth wordt het jaar waarin Pump Up the Jam uitkwam als ijkpunt gebruikt voor het plaatsen van diverse historische gebeurtenissen.